# Granatnik PF-98
PF-98 – współczesny chiński granatnik przeciwpancerny kalibru 120 mm, będący na wyposażeniu Chińskiej Armii Ludowo-Wyzwoleńczej.